# Adolf A. Zahel
Adolf A. Zahel (18. května 1888 Bubeneč – 29. prosince 1958 Praha) byl český akademický malíř – krajinář.

## Život
Adolf Alex Zahel se narodil v Bubenči u Prahy do rodiny účetního Adolfa Zahela a jeho ženy Josefiny roz. Trejbalové.
V letech 1907–1910 studoval na uměleckoprůmyslové škole v Praze u prof. K. V. Maška. Dokladem vysoké výtvarné úrovně mladého Zahela je secesní kvaš Havrani (dat. 4. 7. 1910, zřejmě klauzurní práce). Následně v letech 1910–1913 pokračoval ve studiu na pražské malířské akademii ve speciální škole prof. R. Ottenfelda. Jeho spolužáky byli např. Oldřich Koníček, František Hoplíček a Vilém Kafka. V roce 1912 obdržel Purmannovo stipendium, které využil ke studijní cestě k Černému moři na Krym. V roce 1913 získal za vystavené práce na Výroční výstavě Akademie nejen ocenění, ale i cestovní stipendium na studijní pobyt v Paříži. V roce 1914 s podporou stipendia od ministerstva školství se vypravil do Veglie na ostrově Krk. Rovněž absolvoval studijní cesty do Německa, Holandska a Belgie.
Po roce 1914 byl najat K. Mikanem jako učitel malování mladé talentované začínající malířce Marii Mikanové. Během první světové války prošel coby voják Haličí a Rumunskem a po návratu z války se v letech 1917–1918 soukromě školil u prof. Maxe Švabinského.
V letech 1922–1923 maloval na Divoké Orlici. O rok později v Bretani. Od roku 1925 pravidelně v jižních Čechách, převážně na Třeboňsku, rovněž maloval v okolí Únětic a pražské Divoké Šárky.
V roce 1912 ještě jako student Akademie vystavil s Krasoumnou jednotou v Rudolfinu obrazy Vyhlídka z atelieru (1910) a Mlýny v Krumlově (1911). V r. 1916 obeslal výstavu v salonech Beránkova obchodního domu "Praha v umění výtvarném". V dalších letech se účastnil četných výstav doma i v cizině. S pražským Mánesem v roce 1919 v Bernu vystavil obraz Vltava u Troje. V roce 1923 vystavoval v Gentu. V roce 1926 na mezinárodní výstavě československého umění v italských Benátkách představil obraz Krajina na Divoké Orlici. Na přelomu let 1929/1930 byl např. obrazem Samota u rybníka zastoupen na výstavách v norském Oslu a Bergenu. V následujícím roce vystavil v Kodani obraz Ponědražská bašta. V roce 1937 v Amsterodamu se prezentoval obrazem Louky u Lutové.
Adolf Zahel byl nejdříve členem Jednoty umělců výtvarných, později Spolku výtvarných umělců Aleš. Během svého umělecky plodného života uspořádal nespočet souborných výstav po celých Čechách.
Adolf Zahel byl v období První republiky aktivním členem odborově orientovaného Syndikátu výtvarných umělců československých a dále po II. světové válce Svazu zaměstnanců umělecké a kulturní služby. Byl autorem obálek knih Jaroslava Vozky "Polsko, žalář národů" a Jiřího Sedmíka "Úvod do politického myšlení".
Akad. malíř Adolf A. Zahel zemřel na sklonku roku 1958 v Praze. Byl významným českým krajinářem v období První republiky, jehož luneta Nový Svět na jaře je součástí výzdoby Obecního domu v Praze, kde rovněž v roce 1940 mu byla uspořádána rozsáhlá celoživotní souborná výstava olejů, temper a kreseb (celkem 155 děl).

## Dílo
Rané krajinářské dílo Adolfa Zahela je ovlivněno impresionismem a secesí. Využívá stylizovaný dělený rukopis, zvolený motiv zpravidla naplňuje obraz až po jeho horní okraj a obloha je potlačena, např. Vyhlídka z ateliéru (1910), Mlýny v Krumlově (1911), Vánoční trh v Praze (1912) a Vyšehradská vyhlídka (1913). F. V. Mokrý (1940) toto rané období charakterizuje: "Ukázky, které Zahel vystavil, ukazují, že i jej zaujaly obě německé školy, jak Worpswedských, tak i Neu-Dachauských malířů." Změna rukopisu, opuštění stylizovaných skvrn a celkové uvolnění rukopisu, je spojeno s jeho studijními cestami na Krym a ostrov Krk (např. Plachetnice u pobřeží). Z tohoto období jsou známé i jeho secesní figurální obrazy s motivy městských dam.
Po návratu z I. sv. války maluje krajiny harmonizované do šedých delikátních polotónů, např. Vltava u Troje (1919) a Tání v Troji (1920). Postupně ubývá stylizace, avšak základní barevná škála ještě několik let setrvává, např. Krajina se vsí (1922) a Krajina na Divoké Orlici (1922).
Výrazná změna barevnosti a rukopisu je spojena s krajinářskými motivy na Třeboňsku. Jsou mu vlastní široké pohledy do krajiny s tradiční tříplánovou kompozicí. Některé jeho krajiny malované okolo r. 1930 nezapřou vliv francouzského fauvismu (např. Krajina pod Choustníkem). Tvoří cyklus obrazů "jenž by mohl nésti název Louky na Třeboňsku, nejprostší motivy luk ohraničených rybníky a lesy, táhlé pruhy šedavých, teplých zelení, napojených teskně jímavou vůní schnoucí otavy" (Josef Vacke, 1940). Vyvrcholením tohoto období je obraz Louky u Lutové, který je ve vlastnictví Galerie hl. m. Prahy. Otakar Mrkvička (1940) v kontextu tohoto období Zahelovy tvorby píše: "...uváženě nanáší v podélných pruzích hutnou až mastnou i barevně zatěžklou pastu. Mohlo by to snadno zplanět v pouhé manýře – ale Zahel, zdá se, plně si uvědomuje toto nebezpečí."
Jeho obrazy reprodukovala Zlatá Praha, např. Kraj na Divoké Orlici a Ve žních, Salon, např. Louky u Lutové, Lípa na Chlumku, Senoseč na Třeboňsku a barevně Jaro na předměstí, Veraikon, např. obrazy Polními cestami, Březnové slunce a Sádky u Baštýře, Český svět obraz Jaro v Královské oboře a Světozor Jaro v Polabí. V roce 1940 doprovází souborem kreseb "Pověst o Šárce" s vyprávěním Ivana Olbrachta (edice Lis knihomilův, heliogravura, vydavatel F. J. Muller).

## Výstavy (autorské)
- 1921 – Adolf A. Zahel, Krasoumná jednota (Dům umělců Rudolfinum), Praha
- 1924 – Adolf A. Zahel: Souborná výstava obrazů, Topičův salon, Praha
- 1927 – Adolf A. Zahel: Výstava obrazů z Bretaně a Jižních Čech, Topičův salon, Praha
- 1940 – Adolf A. Zahel: Soubor malířského díla z let 1910–1940, Obecní dům – výstavní sály, Praha
- 1943 – Adolf A. Zahel: Zeichnungen / Kresby, Salon Výtvarné dílo, Praha
- 1948 – Adolf A. Zahel: Výstava obrazů a kreseb, Klub Dělnické akademie, Praha
- 1953 – Adolf Zahel: Průřez celoživotním dílem, Galerie Platýz, Praha

## Zastoupení ve veřejných sbírkách
- Národní galerie v Praze, např. obrazy Vyšehradská vyhlídka (1913), Doubravy na Lužnici (1936) a soubor kreseb
- Galerie hlavního města Prahy[5], např. obrazy Lípa od Chlumku (1932), Mokřiny (1933), Louky u Lutové (asi 1934) a soubor kreseb
- Oblastní galerie Liberec, např. obrazy Suchdolský důl (1936), Malý Ještěd (1954) a Jaro na předměstí
- Galerie města Bergenu, obraz Krajina na Divoké Orlici (1922)
- Obecní dům hl. m. Prahy, luneta Nový svět na jaře (1938)
- Oblastní galerie Vysočiny v Jihlavě, např. obrazy Krajina v podvečerním šeru (1914) a Polní cesta (1939)
- Alšova jihočeská galerie v Hluboké nad Vltavou, obraz Třeboňská krajina (1941)
- Galerie výtvarného umění v Náchodě, obraz Zátoka u Třeboně (Letní den) (1930)
- Památník národního písemnictví, obraz Krajina s břízami (Za dědinou) (1913)
- Západočeská galerie v Plzni, obraz Krajina (1931)